# Svartnackad myrtörnskata
Svartnackad myrtörnskata (Thamnophilus atrinucha) är en fågel i familjen myrfåglar inom ordningen tättingar.

## Utseende
Hane svartnackad myrtörnskata är en övervägande grå fågel med svartaktig hjässa, svartaktiga vingar med vita vingband och vingkanter samt svart stjärt med vit spets. Honknande mönster på stjärt och vingar, men är mer brunaktig, på undersidan ljusare. 

## Utbredning och systematik
Svartnackad myrtörnskata delas in i två underarter:
- Thamnophilus atrinucha atrinucha – förekommer från södra Belize och nordöstra Guatemala till nordvästra Peru och nordvästra Venezuela
- Thamnophilus atrinucha gorgonae – förekommer på ön Gorgona (utanför västra Colombia)

## Levnadssätt
Svartnackad myrtörnskata är en ovanlig fågel som hittas i tropiska låglänta områden. Den ses huvudsakligen i skogsbryn, öppet skogslandskap. plantage och ungskog. Fågeln födosöker huvudsakligen i vegetationens lägre och mellersta skikt, liksom många myrfåglar ofta i par. 

## Status och hot
Arten har ett stort utbredningsområde, men tros minska i antal, dock inte tillräckligt kraftigt för att den ska betraktas som hotad. Internationella naturvårdsunionen IUCN listar arten som livskraftig (LC).